# کیوستوک
کیوستوک (به انگلیسی: Kewstoke) یک روستا و محله مدنی در بریتانیا است که در سامرست شمالی واقع شده‌است. کیوستوک ۱٬۶۹۰ نفر جمعیت دارد.